# رییا موریشیتا
رییا موریشیتا (انگلیسی: Reiya Morishita؛ زادهٔ ۱ نوامبر ۱۹۹۸) بازیکن فوتبال اهل ژاپن است.
از باشگاه‌هایی که در آن بازی کرده‌است می‌توان به باشگاه فوتبال سرزو اوساکا اشاره کرد.